# Gwiazdosz chropowaty
Gwiazdosz chropowaty (Geastrum pseudostriatum Hollós) – gatunek grzybów z rodziny gwiazdoszowatych.

## Systematyka i nazewnictwo
Pozycja w klasyfikacji według Index Fungorum: Geastrum, Geastraceae, Geastrales, Phallomycetidae, Agaricomycetes, Agaricomycotina, Basidiomycota, Fungi.
Po raz pierwszy opisał go László Hollós w 1901 r. na ziemi pod akacjami i topolami na Węgrzech. W pracy W. Wojewody „Krytyczna lista wielkoowocnikowych grzybów podstawkowych Polski” z 2003 r. jest traktowany jako synonim gwiazdosza angielskiego Geastrum berkeleyi, jednak według Index Fungorum jest to odrębny gatunek, co wykazano badaniami genetycznymi. Polską nazwę podała Komisja ds. Polskiego Nazewnictwa Grzybów przy Polskim Towarzystwie Mykologicznym.

## Morfologia
Owocnik
Mały lub średniej wielkości z trzonkowatym endoperydium o powierzchni szorstkiej, przypominającej papier ścierny. Egzoperydium nie jest higrometryczne, ale jego ramiona w suchych okazach mogą czasami wyginać się ku górze. Niedojrzałe owocniki rozwijają się tuż pod powierzchnią ziemi, są ochrowobrązowe, prawie kuliste do owalnych, chropowate i mają średnicę 2,1 (1,8–2,3) cm × 1,7 (1,5–1,9) cm. Dojrzałe owocniki wynurzają się nad ziemię, ich egzoperidium dzieli się na 7–8 niehigroskopijnych (lub czasami lekko higroskopijnych) gwiaździstych ramion, początkowo łukowatych. Warstwa pseudoparenchymatyczna początkowo szaroróżowa do bladobrązowej, z wiekiem brązowieje i utrwala się. Warstwa grzybni inkrustowana resztkami gleby. Endoperydium jest prawie kuliste do owalnego, ma średnicę 1,3 (1,1–1,5) cm i osadzone jest na trzonie z apofizą wyraźnie widoczną u starszych okazów. Endoperydium matowoszarobrązowe do brązowoszarego, przypominające papier ścierny, cienkie i pokryte białym, mączystym mezoperydium. Perystom czarnobrązowy, bruzdkowany, przypominający dziób, stożkowato wystający i bez wyraźnego obszaru halo. Gleba początkowo blada i jędrna, z wiekiem brązowieje i staje się pudrowata.
Cechy mikroskopowe
Zarodniki prawie kuliste, wyraźnie zdobione, ciemnobrązowe i o średnicy 4,4–5,5 µm.
Gatunki podobne
Podobny gwiazdosz angielski ma większe owocniki i rośnie w lasach, podczas gdy gwiazdosz chropowaty rośnie głównie na siedliskach nasłonecznionych.
 == Występowanie i siedlisko == Podano stanowiska w niektórych krajach Europy i w Azji. W Polsce podano 2 stanowiska. Aktualne stanowiska podaje także internetowy atlas grzybów. Grzyb mykoryzowy spotykany na suchych i otwartych stanowiskach.